# Sullivan Stapleton
Sullivan Stapleton (Melbourne, 14 giugno 1977) è un attore australiano.

## Biografia
Nato e cresciuto a Melbourne, ha studiato recitazione presso il Melbourne's St. Martin's Theatre e successivamente al Sandringham Secondary College. Prima di intraprendere la carriera di attore ha lavorato come modello. È il fratello maggiore dell'attrice Jacinta Stapleton.
Debutta nel 1994 nel film televisivo Baby Bath Massacre, negli anni seguenti prende parte a numerose produzioni cinematografiche e televisive, tra cui la soap opera Neighbours, dove nel 1998 interpreta il ruolo di Josh Hughes. Successivamente recita in film come Al calare delle tenebre, I ragazzi di dicembre e The Condemned - L'isola della morte.
Nel 2010 interpreta il ruolo del trafficante di droga Craig Cody nel pluripremiato film Animal Kingdom.
Dopo aver ottenuto fama internazionale grazie al ruolo del sergente Damien Scott nella serie televisiva Strike Back, interpretato dalla seconda stagione intitolata Strike Back: Project Dawn, nel 2013 interpreta un ruolo in Gangster Squad, al fianco di Ryan Gosling e Sean Penn, e 2014 ottiene il ruolo principale di Temistocle nel film 300 - L'alba di un impero, sequel di 300. Nel 2015 ottiene il ruolo da protagonista nella serie della NBC Blindspot interpretando l'agente dell'FBI Kurt Weller.

## Filmografia

### Cinema
- River Street - La frode (River Street), regia di Tony Mahood (1996)
- Amy, regia di Nadia Tass (1997)
- City Loop, regia di Belinda Chayko (2000)
- Al calare delle tenebre (Darkness Falls), regia di Jonathan Liebesman (2003)
- Everything Goes, regia di Andrew Kotatko (2004) - cortometraggio
- The Bloody Sweet Hit, regia di Damian Walshe-Howling (2007) - cortometraggio
- I ragazzi di dicembre (December Boys), regia di Rod Hardy (2007)
- The Condemned - L'isola della morte (The Condemned), regia di Scott Wiper (2007)
- Centre Place, regia di Ben Shackleford (2009)
- Animal Kingdom, regia di David Michôd (2010)
- The Hunter, regia di Daniel Nettheim (2011)
- Gangster Squad, regia di Ruben Fleischer (2013)
- 300 - L'alba di un impero (300: Rise of an Empire), regia di Noam Murro (2014)
- Kill Me Three Times, regia di Kriv Stenders (2014)
- Cut Snake, regia di Tony Ayres (2014)
- Renegades - Commando d'assalto (Renegades), regia di Steven Quale (2017)
- La campionessa (Ride Like a Girl), regia di Rachel Griffiths (2019)

### Televisione
- Baby Bath Massacre – film TV, regia di Stuart McDonald (1994)
- Good Guys Bad Guys – serie TV, 1 episodio (1997)
- Neighbours – soap opera, 10 episodi (1998)
- Raw FM – serie TV, 1 episodio (1998)
- Halifax f.p. – serie TV, 1 episodio (1998)
- The Genie from Down Under 2 – serie TV, 1 episodio (1998)
- State Coroner – serie TV, 2 episodi (1997-1998)
- Witch Hunt – film TV, regia di Scott Hartford-Davis (1999)
- Stingers – serie TV, 1 episodio (1999)
- Green Sails – film TV, regia di Whitney Ransick (2000)
- Something in the Air – serie TV, 4 episodi (2000)
- My Brother Jack – film TV, regia di Ken Cameron (2001)
- MDA – serie TV, 2 episodi (2002)
- Blue Heelers - Poliziotti con il cuore (Blue Heelers) – serie TV, 4 episodi (1996-2003)
- The Forest – film TV, regia di Jo Kennedy (2003)
- Little Oberon – film TV, regia di Kevin Carlin (2005)
- The Secret Life of Us – serie TV, 24 episodi (2003-2005)
- Le sorelle McLeod (McLeod's Daughters) – serie TV, 1 episodio (2006)
- Underbelly – serie TV, 1 episodio (2008)
- Rush - Corsa all'oro (Rush) – serie TV, 1 episodio (2008)
- Canal Road – serie TV, 4 episodi (2008)
- Satisfaction – serie TV, 13 episodi (2007-2009)
- Carla Cametti PD – serie TV, 6 episodi (2009)
- Sea Patrol – serie TV, 1 episodio (2009)
- The Odds – film TV, regia di Jeff Wadlow (2010)
- Lowdown – serie TV, 1 episodio (2010)
- Underbelly Files - L'infiltrato (Underbelly Files: Infiltration) – film TV, regia di Grant Brown (2011)
- Strike Back – serie TV, 42 episodi (2010-2017)
- Blindspot – serie TV (2015-2020)

## Doppiatori italiani
- Marco Vivio in Al calare delle tenebre, Blindspot
- Simone Mori in 300 - L'alba di un impero, Renegades - Commando d'assalto
- Fabrizio Pucci in I ragazzi di dicembre
- Riccardo Rossi in The Condemned - L'isola della morte
- Francesco Bulckaen in Satisfaction
- Christian Iansante in Animal Kingdom
- Fabio Boccanera in Strike Back
- Niseem Onorato in Gangster Squad
- Massimo Rossi in Underbelly Files: L'infiltrato